# おもいでしりとり
「おもいでしりとり」は、DIALOGUE+の楽曲で、4枚目のシングルである。作詞・作曲は田淵智也（UNISON SQUARE GARDEN）、編曲は睦月周平が担当している。2021年5月19日にポニーキャニオンから発売。

## 概要
表題曲はTVアニメ『ひげを剃る。そして女子高生を拾う。』オープニングテーマとして使用された。
初回盤には特典としてフルカラーブックレットと表題曲のMV及びメイキング、さらにDIALOGUE＋JAM Vol.2のダイジェストムービーが収録
また、サビの歌詞の一部はタイトル通り、しりとりで繋がっている箇所があることがメンバーのコメントとして語られている

## 収録曲
| #         | タイトル                                                                     | 作詞      | 作曲               | 編曲         | 時間  |
| --------- | ---------------------------------------------------------------------------- | --------- | ------------------ | ------------ | ----- |
| 1.        | 「おもいでしりとり」(TVアニメ「ひげを剃る。そして女子高生を拾う。」OPテーマ) | 田淵智也  | 田淵智也           | 睦月周平     | 4:22  |
| 2.        | 「シュガーロケット」                                                         | 古屋真    | 広川恵一（MONACA） | 和田たけあき | 4:05  |
| 3.        | 「おもいでしりとり」(TVサイズ)                                               |           |                    |              | 1:32  |
| 4.        | 「おもいでしりとり」(Instrumental)                                           |           |                    |              | 4:22  |
| 5.        | 「シュガーロケット」(Instrumental)                                           |           |                    |              | 4:03  |
| 合計時間: | 合計時間:                                                                    | 合計時間: | 合計時間:          | 合計時間:    | 18:24 |

| #         | タイトル                                   | 作詞 | 作曲・編曲 |
| --------- | ------------------------------------------ | ---- | ---------- |
| 1.        | 「おもいでしりとり」(MV)                   |      |            |
| 2.        | 「おもいでしりとり」(MVメイキング)         |      |            |
| 3.        | 「DIALOGUE＋JAM Vol.2」(Live Digest Movie) |      |            |
| 合計時間: | 合計時間:                                  | 0:00 |            |